# Ceragra brunneolutea
Ceragra brunneolutea är en insektsart som först beskrevs av Dlabola 1993.  Ceragra brunneolutea ingår i släktet Ceragra och familjen Caliscelidae.
Artens utbredningsområde är Iran. Inga underarter finns listade i Catalogue of Life.